# Skärsjön (Garpenbergs socken, Dalarna)
Skärsjön är en sjö i Hedemora kommun i Dalarna och ingår i Dalälvens huvudavrinningsområde. Sjön har en area på 0,381 kvadratkilometer och ligger 160,1 meter över havet.

## Delavrinningsområde
Skärsjön ingår i det delavrinningsområde (669051-151770) som SMHI kallar för Inloppet i Trollbosjön. Medelhöjden är 177 meter över havet och ytan är 16,67 kvadratkilometer. Det finns ett avrinningsområde uppströms, och räknas det in blir den ackumulerade arean 17,47 kvadratkilometer. Trollbosjöån som avvattnar avrinningsområdet har biflödesordning 2, vilket innebär att vattnet flödar genom totalt 2 vattendrag innan det når havet efter 152 kilometer. Avrinningsområdet består mestadels av skog (75 procent). Avrinningsområdet har 0,69 kvadratkilometer vattenytor vilket ger det en sjöprocent på 4,1 procent.